# 汤汪街道
汤汪街道，原为汤汪乡，是中华人民共和国江苏省扬州市广陵区下辖的一个乡镇级行政单位。2021年9月29日，撤乡设街道。

## 行政区划
汤汪街道下辖以下地区：
东升花园社区、九龙湾社区、横沟村、连运村、同心村和九龙村。